# Kobale
Kobale je priimek v Sloveniji, ki ga je po podatkih Statističnega urada Republike Slovenije na dan 1. januarja 2010 uporabljalo 208  oseb.

## Znani nosilci priimka
- Marjan Kobale veteran vojne za Slovenijo
- Primož Kobale (*1976), košarkar